# Hofterup
Hofterup est une localité suédoise située dans la commune de Kävlinge en Scanie.

## Démographie
Sa population était de 3 986 habitants en 2020.